# Sant Martí de Lasquarri
Sant Martí de Lasquarri és una ermita romànica del segle xii-XIII, situada al municipi de Lasquarri, dins de la Franja de Ponent a la comarca de la Ribagorça.
La seva planta és una nau i absis cilíndric, amb un campanar d'espadanya de dos ulls, centrat. La portalada és dovellada de mig punt.
El seu estat de conservació és correcte. L'edifici ha estat restaurat.